# Казанская церковь (Великие Луки)
Церковь Казанской иконы Божией Матери — православный храм в городе Великие Луки на Казанском кладбище.

## История
Построена в 1821 году, благодаря «тщанию титулярного советника Григория Нечаева с помощью доброхотных пожертвователей». Церковь из кирпича, типа постройки — «восьмерик на четверике» в стиле барокко. Имеет большой притвор, и также ступенчатую колокольню над западным входом. Существовало три престола: Казанской Божией Матери, Всех Святых (не сохранен) и Святых Апостолов Петра и Павла (не сохранен). В интерьере особо примечателен сохранившийся полный иконостас. Росписи — произведены в современном стиле начала XX в.
Приписана с 1826 года к Вознесенскому женскому монастырю, без своего причта. В советскую эпоху и поныне — оставалась действующей. В годы существования самостоятельной Великолукской епархии (1946/47—1957 гг.) числилась кафедральным собором.
На старинном прицерковном кладбище (образованном с 1803 года) сохранились захоронения известных великолучан: профессора генерал-лейтенанта Н. Н. Тыртова, настоятельницы Вознесенского монастыря Палладии, купцов Боженовых, Чудовых, дворян Ратмановых, Непейцыных, краеведа А. А. Редика (1842—1902 гг.) и многих других. С 1960 года захоронения на нём не производятся.

## Галерея

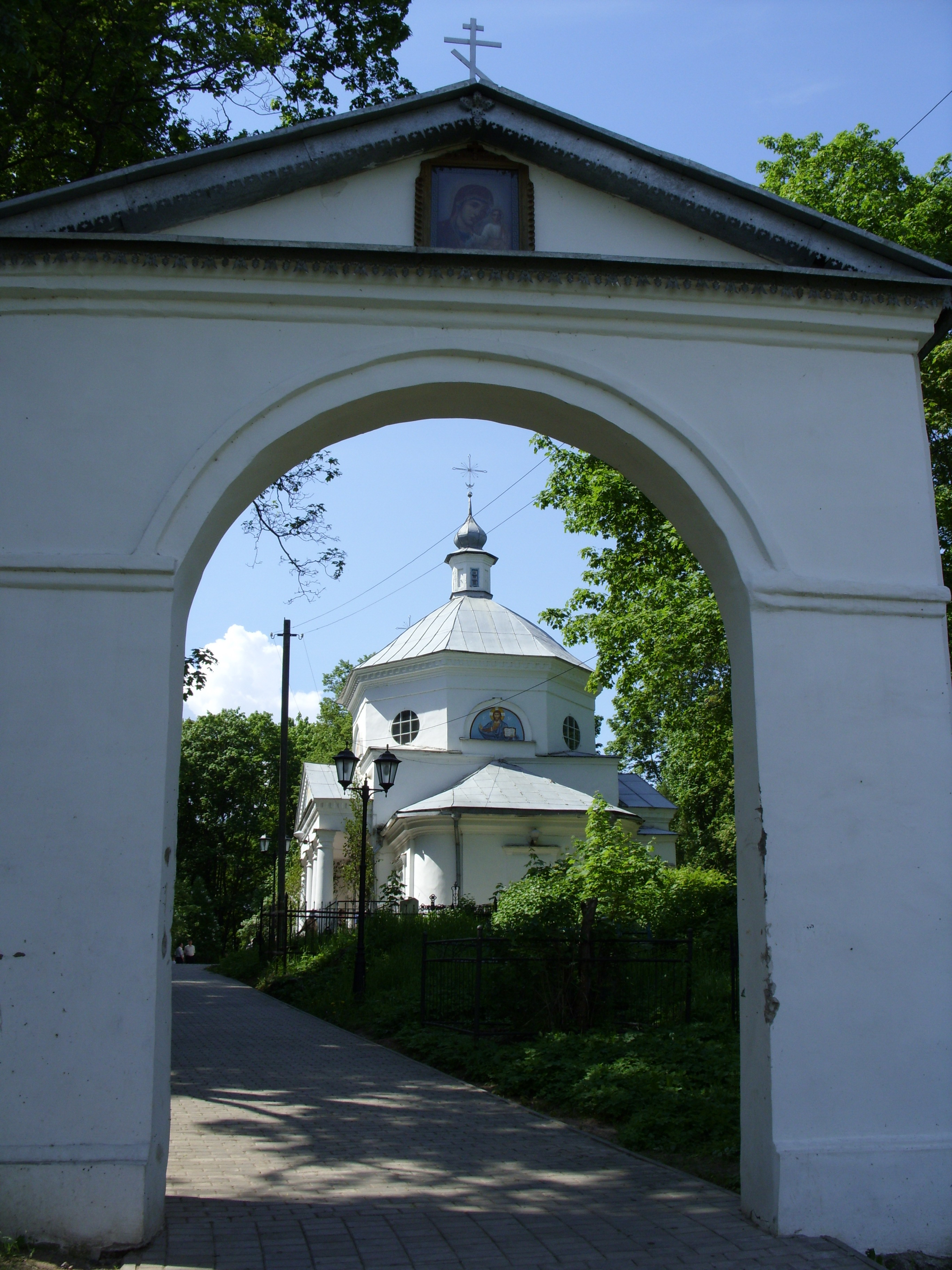
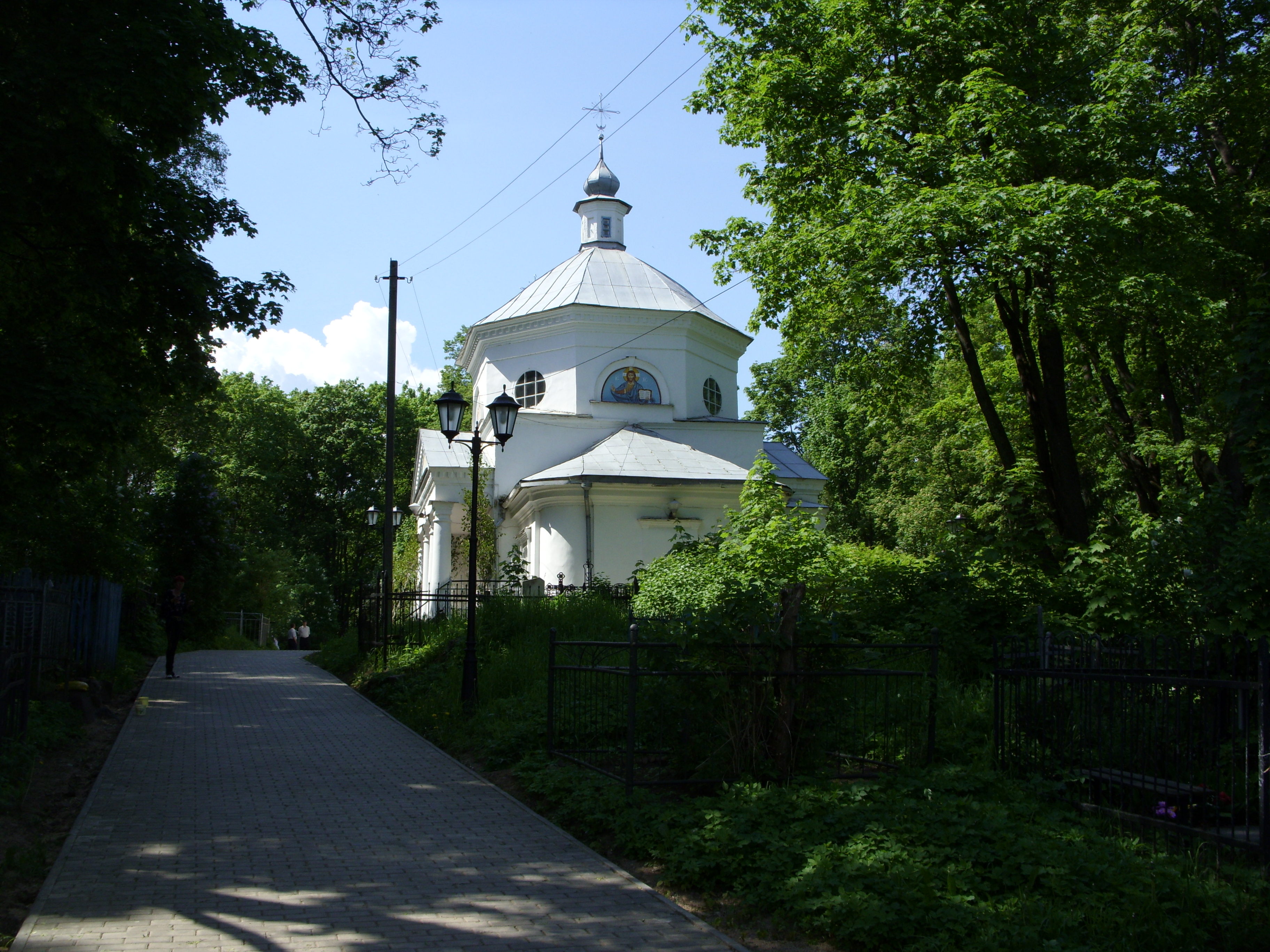
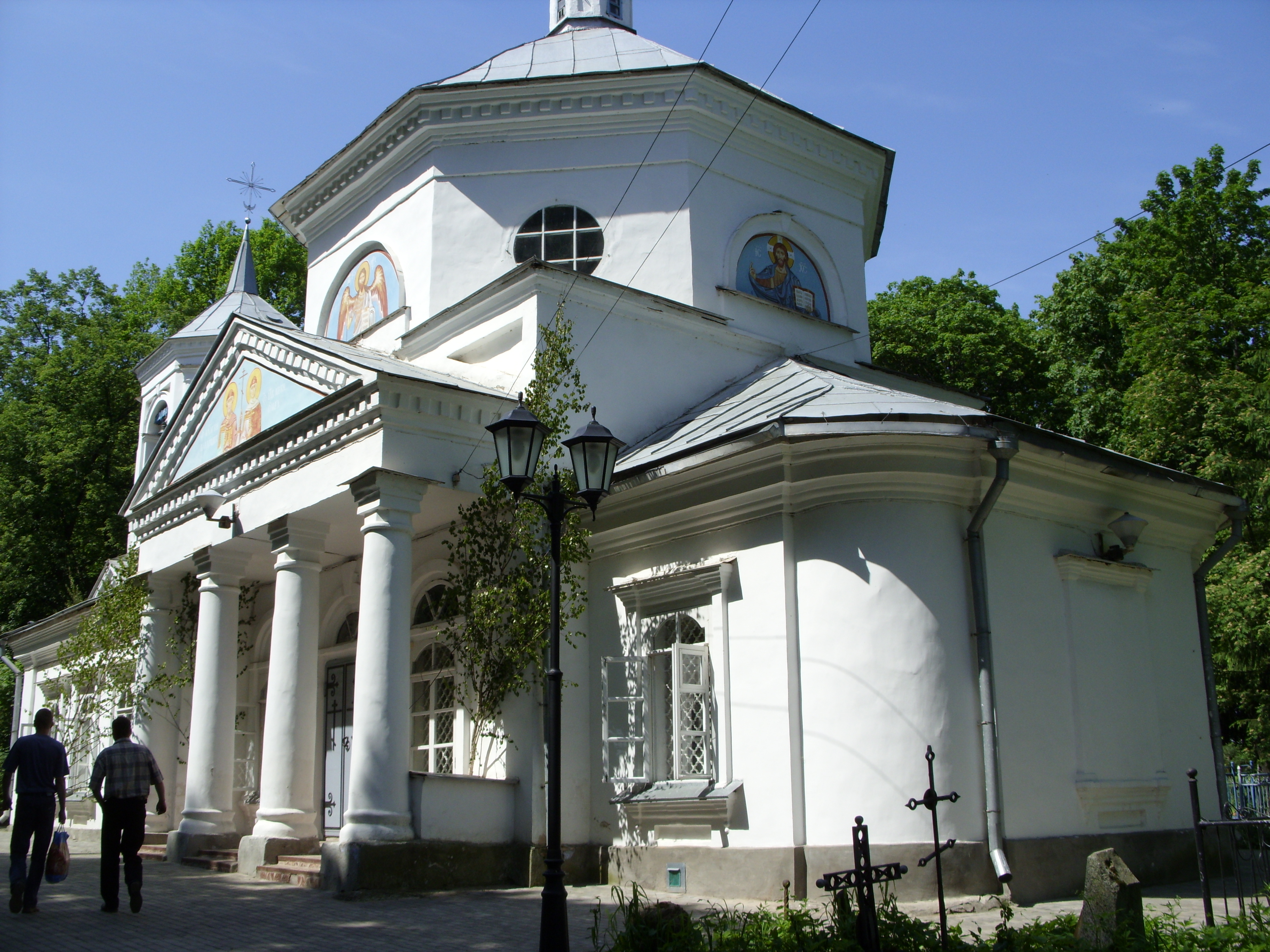